# لوكا رافانيلي
لوكا رافانيلي (بالإيطالية: Luca Ravanelli)‏ هو لاعب كرة قدم إيطالي في مركز الدفاع، ولد في 16 يناير 1997 في ترينتو في إيطاليا. لعب مع نادي بادوفا ونادي بارما.

## وصلات خارجية
- لوكا رافانيلي على موقع قاعدة بيانات كرة القدم.إي يو (الإنجليزية)
- لوكا رافانيلي على موقع Soccerway.com (الإنجليزية)
- لوكا رافانيلي على موقع عالم كرة القدم.نت (الإنجليزية)